# Катастрофа Ан-22 под Тверью (1994)
Катастрофа Ан-22 под Тверью — авиационная катастрофа военно-транспортного самолёта Ан-22 «Антей» российских ВВС, произошедшая в среду 19 января 1994 года неподалёку от Твери, при этом погибли 7 человек (встречаются ошибочные данные, что 6 человек).

## Самолёт
Ан-22 «Антей» с регистрационным номером CCCP-09331 (заводской — 02340408, серийный — 04-08) был выпущен в 1972 году Ташкентским авиационным заводом, после чего передан Министерству обороны. По имеющимся данным он поначалу эксплуатировался в 566-м военно-транспортном авиационном полку (базировался на аэродроме Сеща в Брянской области), а в 1987 году был переведён в 1-ю авиационную эскадрилью 81-го военно-транспортного авиационного полка (базировался сперва на аэродроме Северный близ Иваново, после переведён на аэродром Мигалово близ Калинина (Твери)) советских ВВС (впоследствии — 8-й втап российских ВВС, войсковая часть № 21322). В 1993 году прошёл капитальный ремонт на 308-м (Ивановском) авиационном ремонтном заводе.
Самолёт за время эксплуатации пользовался дурной славой из-за ряда инцидентов, а также периодических странных отказов, из-за чего за ним даже закрепилось прозвище «Летучий голландец». Известны следующие инциденты с бортом 09331:
- 26 сентября 1974 года (командир майор Дьяконов В. В.) — во время стоянки в аэропорту Кеблавик (Рейкьявик, Исландия) сильный ветер повредил систему управления элеронами, в том числе сломал и деформировал их тяги.

Был сильный ветер более 25 км/час и перед выравниванием самолёт сильно накренило и болтануло. Мы не придали значения, думали, что это порыв ветра. Дело было ночью. Закрыли самолёт и уехали в гостиницу, а рано утром при подготовке, а было ещё темно, обратил внимание старший техник Сидоров (мы тогда ещё брали на борт часть тех. состава) на то, что оба элерона опущены. Мы бы так и взлетели, если бы не Сидоров.
- 5 марта 1988 года (командир полковник Орехов В. А.) — в Алжире после взлёта у самолёта не убрались шасси, на что экипаж принял решение продолжать полёт до аэродрома Мигалово, где произвёл благополучную посадку. Причиной неуборки шасси стал обрыв провода у контактора уборки-выпуска шасси в распределительной коробке аэродромного питания, на устранение чего ушло всего пять минут.
- 26 октября 1988 года (командир майор Лукьянов В. Н.) — перед выполнением планового полёта экипаж задержался с запуском двигателей, так как после их пробы обнаружилась неисправность, которую начал устранять. Далее, спеша со взлётом, экипаж начал выполнять руление по аэродрому с трёхкратным превышением скорости — 90 км/ч, вместо 30 км/ч. В результате «Антей», следуя по обледеневшим рулёжкам, на одном из поворотов ушёл в занос, после чего вылетел с обочины и врезался правыми воздушными винтами в домик дежурного по военной автомобильной инспекции, разрушив его. Находящийся в домике дежурный прапорщик Денисов, увидев несущуюся неуправляемую машину, успел выскочить и выжил. На восстановление борта 09331 ушёл месяц, включая два дня вытаскивания его на бетонное покрытие. Виновником был назван командир корабля.
- 18 января 1989 года (командир майор В. К. Жданов) — самолёт выполнял плановый полёт по маршруту с десантированием, когда после взлёта при уборке закрылков неожиданно начал быстро крениться вправо, при этом возникла и вибрация. Командир попытался парировать этот момент, но в результате «Антей» теперь начал крениться влево, при этом на движения элеронов он реагировал вяло. Доложив руководителю полётов о ситуации на борту, экипаж принял решение следовать на аэродром. Не зная ситуацию с закрылками, было принято решение не выпускать их, поэтому посадка производилась на скорости 350 км/ч при полётной конфигурации крыла, но прошла успешно. Точно причину установить не удалось, вероятной было названо обледенение крыла, хотя командир в воспоминаниях отмечал, что правый элерон после посадки был обнаружен свободно колеблющимся. Также после этого на всех Ан-22 была проведена проверка бустеров БУ-190ТК элеронов на предмет отсутствия шариковых клапанов, которые снимались по доработкам.
- Лето 1992 года — во время выполнения планового полёта отключились все генераторы постоянного тока (С-18М). Причиной стали колебания напряжения в бортовой сети напряжением 27 вольт, что было устранено заменой центрального корректора напряжения (ЦКН-66).
- Осень 1992 года (командир майор Родивилов В. А.) — перед выполнением планового полёта после перерыва лётной смены экипаж начал было запускать двигатели, когда обесточились топливные насосы в правой плоскости крыла. Когда же двигатели выключили, то питание насосов восстановилось. Причину такого отказа установить так и не удалось, поэтому самолёт был отстранён от эксплуатации до 1993 года, когда прошёл капитальный ремонт. При выполнении капитального ремонта были обнаружены недостатки, поэтому самолёт через месяц вернули в Иваново на устранение обнаруженных недостатков.

## Экипаж

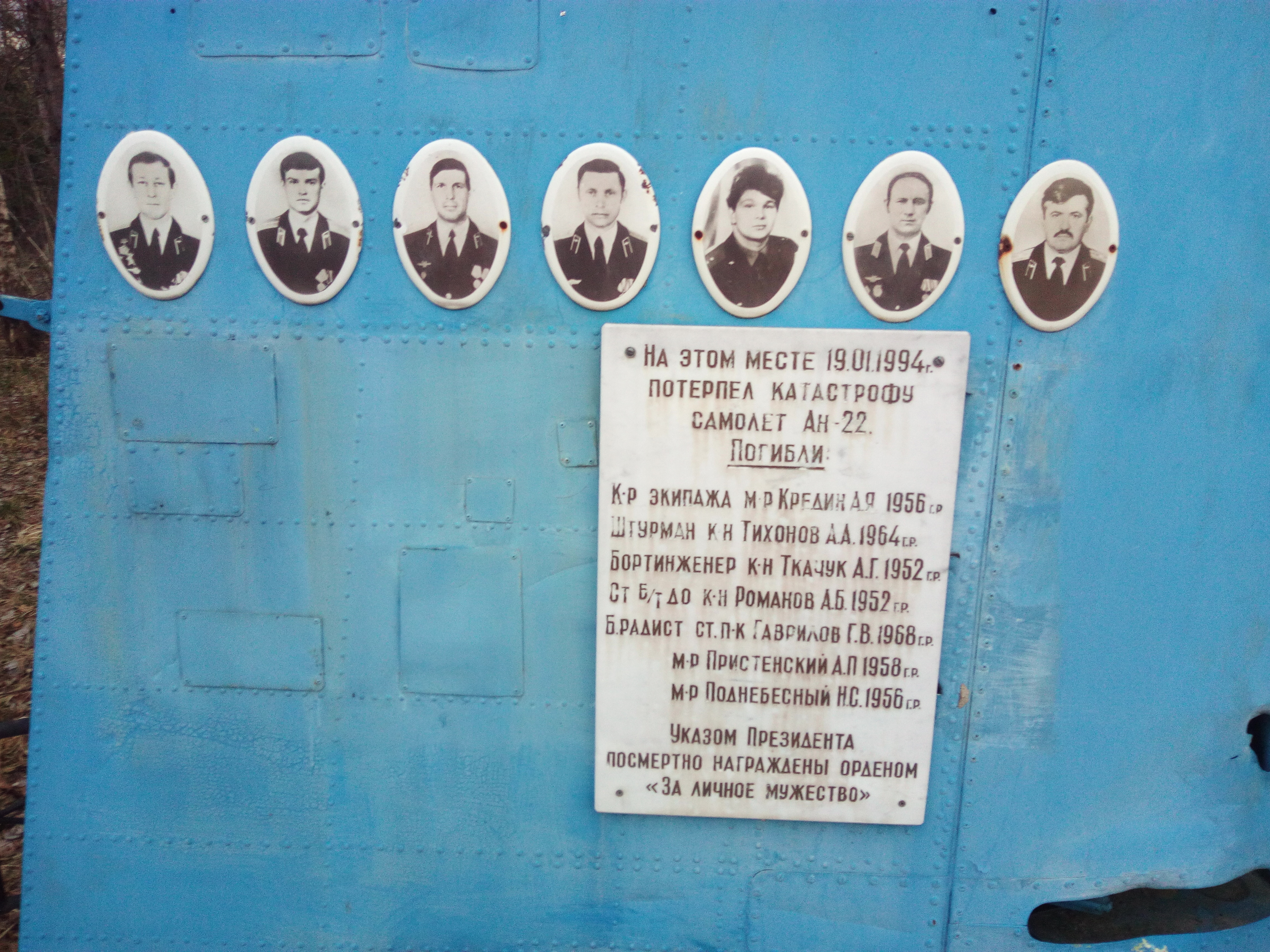

Экипаж самолёта состоял из 7 человек:
- Командир корабля (КК) — майор Кредин Анатолий Яковлевич (родился 7 апреля 1956 года)
- Лётчик-инструктор — заместитель командира эскадрильи майор Николайчик А. В.
- Штурман корабля (ШТ) — капитан Тихонов Андрей Александрович (родился 16 января 1964 года)
- Бортинженер корабля (БИ) — майор Ткачук Александр Гордеевич (родился 27 ноября 1952 года)
- Старший бортовой техник по авиационному оборудованию (АО) — майор Юровских А. В.
- Старший бортовой техник по десантному оборудованию (ДО) — капитан Романов Анатолий Борисович (родился 17 сентября 1952 года)
- Старший воздушный радист — прапорщик Гаврилов Герман Викторионович (родился 7 ноября 1968 года)

## Катастрофа
В конце 1993 — начале 1994 года самолёты Ан-22 были задействованы для вывода из Германии находящейся там ещё с советских времён Западной группы войск. Погрузка имущества на эти самолёты выполнялась на аэродроме Темплин. 18 января с аэродрома вылетел Ан-22 борт 09331, который направился в Ростов-на-Дону. На его борту находились автомобиль ЗИЛ-130, две спецустановки на шасси ЗИЛ-131, автомобильный кран, а также две электростанции; общий вес 34 тонны. Однако из-за сложных погодных условий была выполнена промежуточная посадка в Твери на базовом аэродроме Мигалово. Так как рулёжные дорожки были покрыты слоем льда, что сильно затрудняло руление, то экипаж оставил машину прямо на полосе и ушёл на ночёвку. Между тем, всю ночь на аэродроме шёл сильный снег, который к утру уже значительно ослаб. Согласно прогнозу погоды, на момент взлёта и катастрофы в регионе шёл слабый снег, небо было полностью затянуто облаками с нижней границей на высоте 600 метров, а видимость достигала 6 километров. В 11:13 с 7 членами экипажа, военным грузом, а также 3 пассажирами на борту Ан-22 общим весом 210 тонн на скорости 310 км/ч вылетел с аэродрома Мигалово в Воронеж. В 11:14:39 самолёт, следуя со скоростью 340 км/ч, поднялся до 150 метров, когда командир дал указание убрать закрылки. Далее в 11:16 был начат первый разворот в левую сторону, когда примерно в 11:16:20 самолёт, следуя на высоте 440 метров со скоростью 415 км/ч и находясь ещё в левом крене, вдруг начал ещё круче заваливаться влево, быстро достигнув крена 50—60°. Попытки исправить ситуацию отклонениями штурвалов вправо не помогали, поэтому лётчик-инструктор дал команду переходить на сервоуправление. Однако «Антей» продолжал увеличивать крен, при этом ещё и теряя высоту. Тогда в 11:17 экипаж перешёл обратно на бустерное управление, но теперь из-за их действий самолёт быстро перешёл в уже правый крен с увеличением потери высоты. На то, чтобы вывести машину из снижения, экипажу не хватило всего метров десять. Правая плоскость крыла врезалась в землю и разрушилась, после чего «Антей» промчался через деревья на садовом участке и разрушился.
В происшествии выжили лётчик-инструктор Николайчик, техник по авиационному оборудованию Юровских, а также один из пассажиров. Все остальные 7 человек на борту (5 членов экипажа и 2 пассажира) погибли. Членов экипажа захоронили на Дмитрово-Черкасском кладбище. С ними был захоронен и один из пассажиров — майор Пристенский Александр Петрович (родился 30 мая 1958 года), из-за чего ошибочно считается, что всего в катастрофе погибли 6 человек: 5 членов экипажа и 1 пассажир.

## Запись переговоров
| 11:14:39 | КК     | Закрылки импульсами убрать.         |
| 11:15:23 | Инстр. | 09331, взлёт произвёл…              |
| 11:15:30 | ШТ     | Малая, давай сделаем маленькую.     |
| 11:15:37 | КК     | Что-то я не пойму. А понятно.       |
| 11:15:38 | КК     | Режим номинал.                      |
| 11:15:40 | БИ     | Режим номинал.                      |
| 11:15:49 | КК     | Приготовить кабину к герметизации.  |
|          | ДО     | Кабина готова.                      |
| 11:16:06 | КК     | Понял, потренируюсь.                |
| 11:16:13 | КК     | На курс, штурман                    |
| 11:16:15 | ШТ     | 167°, ортодромический               |
| 11:16:18 | ШТ     | Прямая                              |
|          | КК     | Прямая                              |
| 11:16:25 | КК     | Ой, что такое?                      |
| 11:16:28 | Инстр. | Держи.                              |
| 11:16:29 | КК     | Что такое случилось?                |
| 11:16:33 | КК     | Куда, куда. Держи его, держи.       |
| 11:16:35 | КК     | Держи, держи его.                   |
| 11:16:38 | Инстр. | Держи.                              |
| 11:16:42 | Инстр. | На серворулевое.                    |
| 11:16:42 | КК     | Переходи.                           |
| 11:16:44 | БИ     | Серворулевое.                       |
| 11:16:45 | Инстр. | Переходи.                           |
| 11:16:45 | КК     | Спокойно.                           |
| 11:16:46 | КК     | Так, держи, держи, держи.           |
| 11:16:48 | КК     | Держи.                              |
| 11:16:54 | КК     | Не раскачивай…                      |
| 11:16:56 | КК     | Не раскачивай…                      |
| 11:16:58 | КК     | Что делать будем? Что делать будем? |
| 11:17:06 | Инстр. | Быстро на бустерное, быстро.        |
| 11:17:12 |        | Столкновение                        |

## Причины
Согласно официальному заключению комиссии, катастрофа произошла из-за того, что во время полёта разрушилась тяга бустерного управления левым элероном, причём разрушение было в районе четвёртой нервюры крыла — в том самом месте, где как раз разрушилась плоскость во время удара о землю.
Из выявленных в ходе расследования недостатков комиссия отметила следующие:
- Механизм стопорения системы управления элеронами на самолётах Ан-22 с 1-й по 4-ю серию имел серьёзный конструкторский недостаток — от воздействия ветра при стоянке могли деформироваться, либо вовсе разрушиться тяги элеронов.
- Также конструкционные недостатки имел и механизм режима управления элеронами на ранних Ан-22 (до 4-й серии включительно) — если тяга разрушалась на участке «Гидроусилитель — механизм переключения в режиме бустерного управления», то возникал сбой в работе системы поперечного управления, а также в передаче шарнирного момента от элеронов на колонку штурвала.
- Были нарушены «Инструкции по воздушным перевозкам» по части планирования перевозок, форме постановки задачи экипажам, а также по контролю за экипажами.
- В наставлениях по полётам в редакции 1988 года максимальные перерывы в полётах уже не отвечали сложившейся обстановке, из-за чего ежегодный налёт экипажей был низким, что также отрицательно сказывалось и на их натренированности.
- Командир Кредин имел недостаточный объём тренировочных полётов.
- Лётчик-инструктор Николайчик имел небольшой опыт инструкторских полётов.
- Не было расписано по элементам проведение проверки с инструкторского сидения, а практические навыки не оценивались.
- Несмотря на то, что воздушная обстановка в районе аэродрома была простой, руководитель полётов и руководитель ближней зоны не контролировали полёт борта 09331.
- Контрольные снимки ИКО ДРЛ имели низкое качество.

С выводом комиссии об отказе управления из-за разрушения тяги управления элероном категорически не согласились представители ОКБ имени О. К. Антонова (Киев), в котором был создан Ан-22. Так по данным киевских конструкторов в ходе испытаний «Антей» даже с застопоренным элероном смог благополучно взлететь, а затем совершить посадку. Если бы тяга управления элероном действительно разрушилась, то под действием набегающего воздушного потока элерон должен был занять нейтральное положение, что также не могло привести к появлению крена. Основной причиной катастрофы представители из ОКБ назвали обледенение крыла. которое не было своевременно замечено. В пользу этой версии говорит то обстоятельство, что членов комиссии убеждали в том, что якобы самолёт перед вылетом обработали специальной противооблединительной жидкостью «Арктика». Однако в ходе изучения документов выяснилось, что этой жидкости на самом деле на аэродроме нет уже несколько месяцев.